# Giovanni Battista Caprara
Giovanni Battista Caprara Montecuccoli (Bolonha, 29 de maio de 1733 - Paris, 21 de junho de 1810), foi um cardeal italiano e arcebispo de Milão.

## Biografia
Vice-legado em Ravena (1758), foi nomeado arcebispo titular de Iconio e núncio apostólico em Colônia em 1766. Tornou-se núncio em Colônia (1767), Lucerna (1775) e Viena (1785-1792) e foi criado cardeal em 1792 por Pio VI.
Camerlengo do Sacro Colégio em 1794 e 1795, foi transferido para a diocese de Jesi, com título pessoal de arcebispo em 1800.
Tendo completado com sucesso várias missões importantes sob Bento XIV e Clemente XIII, ele foi nomeado em 1801 por Pio VII legat a latere ao governo francês; nessa qualidade, concluiu com o Primeiro Cônsul a Concordata de 1801, que restabeleceu a religião católica na França.
Arcebispo de Milão em 1802, ele coroou nesta cidade Napoleão Bonaparte Rei da Itália, a 26 de maio de 1805 (6 Ano da pradaria XIII).
Morreu em Paris em 1810 e é o primeiro estrangeiro a ser enterrado na igreja de Sainte-Geneviève, que se tornou o Panteão dr Paris. Seu coração é no entanto depositado na catedral de Milão.
Sob o Segundo Império, o corpo do cardeal é reivindicado por sua família e deixa Paris para Roma em 22 de agosto de 1861.